# Aston Martin DB2/4
El Aston Martin DB2/4 es un automóvil gran turismo británico producido por Aston Martin desde 1953 hasta 1957. Estaba disponible como berlina 2+2 hatchback, cupé descapotable (DHC) y cupé de 2 plazas de techo fijo. Algunos compradores encargaron una pequeña cantidad de unidades spíder carrozadas por Bertone.

## Resumen
El DB2 / 4 se basó en el DB2, al que reemplazó. Los principales cambios incluyeron un parabrisas envolvente, parachoques más grandes y los faros reubicados.
El motor Lagonda L6, denominado VB6E, fue inicialmente el mismo diseño de seis cilindros en línea con árbol de levas en cabeza diseñado por Walter Owen Bentley, utilizado en la versión Vantage del DB2. Cubicaba 2,6 L (2580 cc/157 in³), con una potencia de 125 hp (93 kW). En septiembre de 1953 (para el sedán) y en abril de 1954 (para el cupé), se utilizó una versión VB6J de 2,9 L (2922 cc/178 in³), lo que elevó la potencia a 140 hp (104 kW) y la velocidad máxima a 120 mph (193 km/h).
De los 565 modelos Mark I producidos, 102 fueron drophead cupé.
Un DB2/4 de 2,9 litros probado por la revista británica The Motor en 1954 tenía una velocidad máxima de 118,5 mph (190,7 km/h) y aceleraba desde 0-60 mph (96,6 km/h) en 10,5 segundos. Se registró un consumo de combustible de 23 millas por galón imp (12,3 L/100 km; 19,2 mpgAm). El coche de la prueba costaba 2621 libras, impuestos incluidos.
Se prepararon tres unidades de fábrica para el Rally de Montecarlo de 1955 y dos para las Mille Miglia. Aston Martin persiguió sus ambiciones competitivas más intensamente con el DB3, que fue diseñado específicamente para las carreras de coches deportivos.[cita requerida]
Un DB2/4 Mk I Drophead Cupé aparece en la película Los pájaros, dirigida por Alfred Hitchcock en 1963.

## Mark II

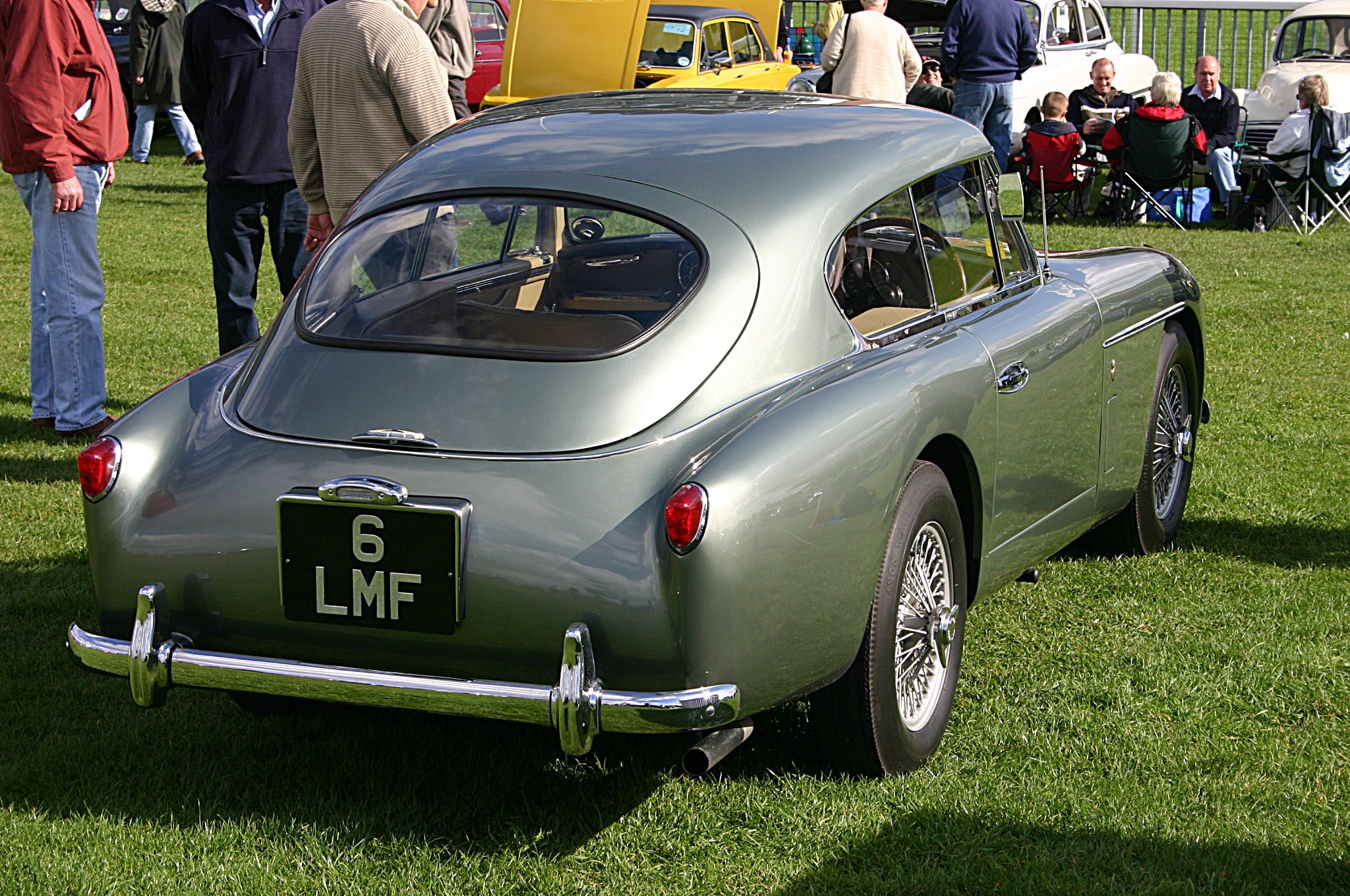
Aston Martin DB2-4 MkII parte trasera.

El modelo DB2/4 Mk II, presentado en 1955, ofrecía un motor opcional con válvulas de mayor sección y alta compresión (8,6:1), que rendía 165 hp (123 kW). Otros cambios incluyeron unas pequeñas aletas de cola, luces traseras tipo burbuja como en el Morris Minor y detalles cromados. La línea de división horizontal del capó también se cambió de la altura del umbral de la puerta a una línea hacia atrás desde la parte superior del paso de rueda delantero.
Incluyó un nuevo diseño Cupé de Techo Fijo (FHC) de 2 asientos, además del clásico descapotable. De las 199 unidades producidas del Mark II, 34 utilizaron esta nueva carrocería cupé, que fue el estilo elegido por el propietario de la empresa David Brown para su propio automóvil. Se enviaron tres chasis Mark II a Carrozzeria Touring en Italia para ser carrozados como modelos Spíder. Más adelante, Touring diseñaría la carrocería Superleggera del DB4.
Un cambio significativo en el Mark II fue la reubicación de los trabajos de carrocería, pasando de los talleres de Mulliner en Feltham a los talleres de Tickford en Newport Pagnell. Brown había comprado Tickford en 1954 y trasladaría todas las operaciones de Aston Martin allí con el inicio de la producción del DB4.

## Producción
- - Mark I: 565 unidades en total
    - Cupé descapotable: 102
    - Spíder Bertone: 4 o 5

  - Mark II: 199 unidades en total
    - Cupé de techo fijo: 34
    - Cupé descapotable: 16
    - Touring Spíder: 3

## Imágenes

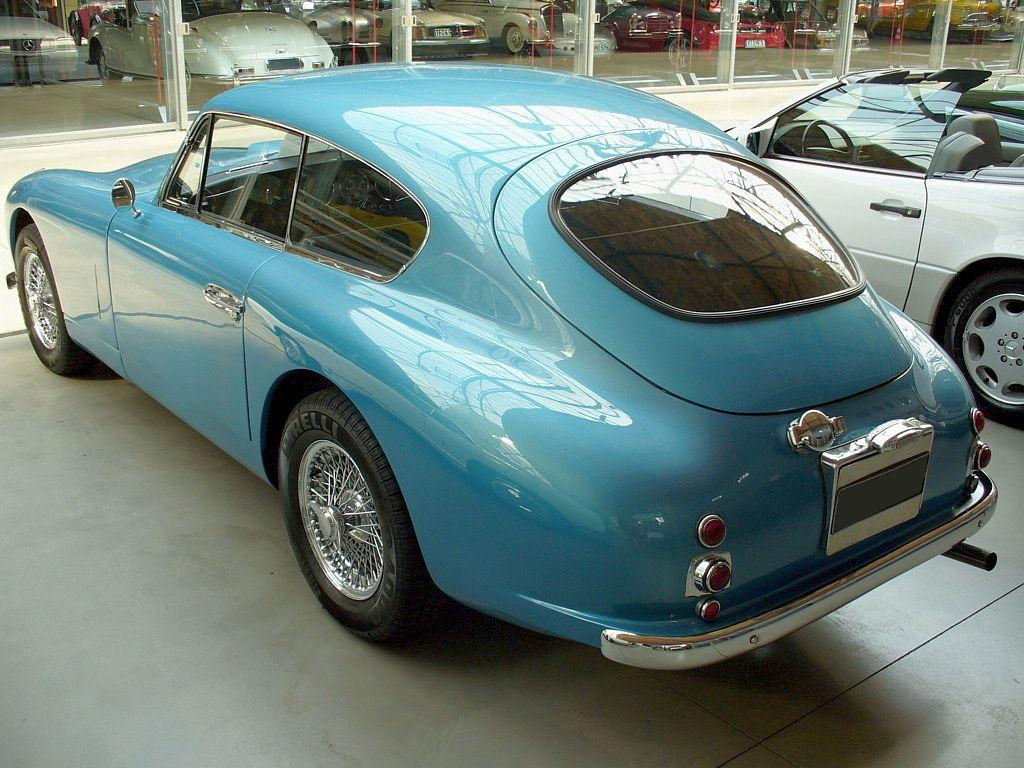
Aston Martin DB2/4 "Mark I" Sedán
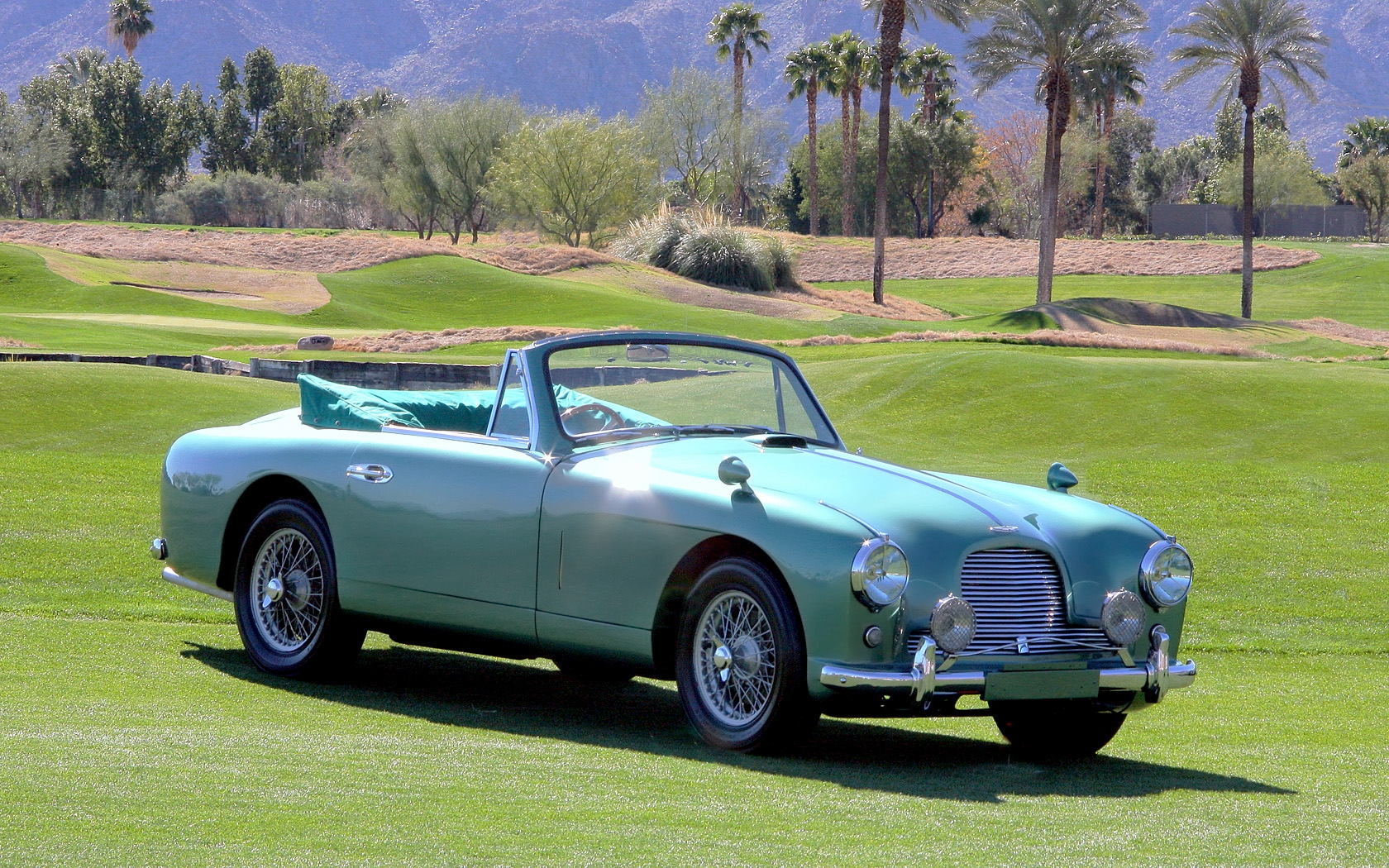
Aston Martin DB2/4 "Mark I" Cupé Descapotable de 1953
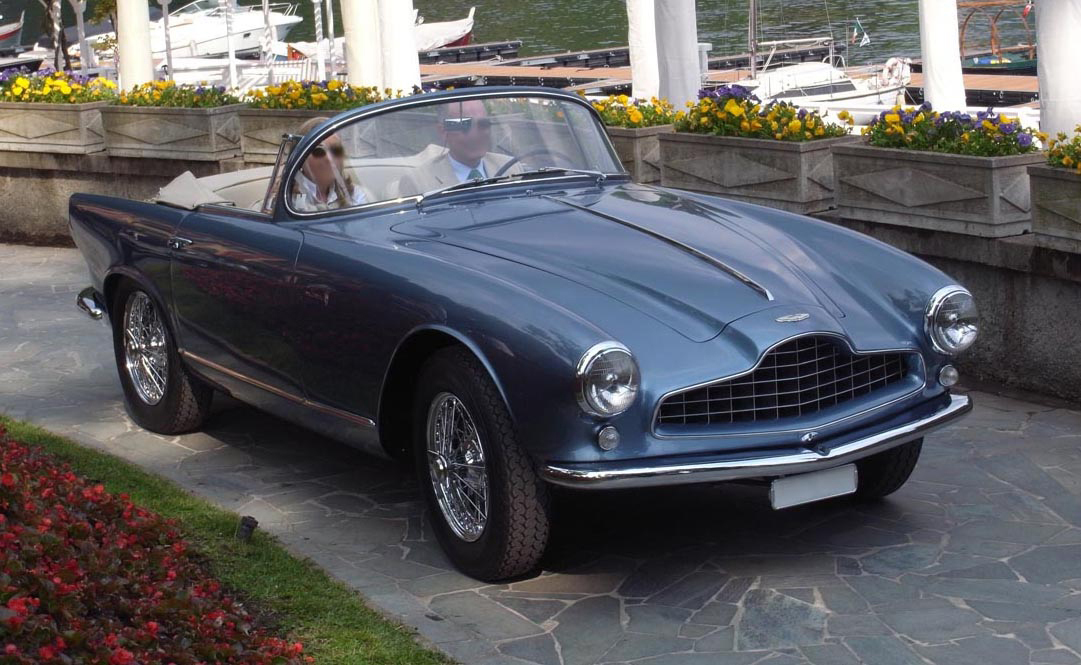
Aston Martin DB2/4 Bertone Spíder de 1954

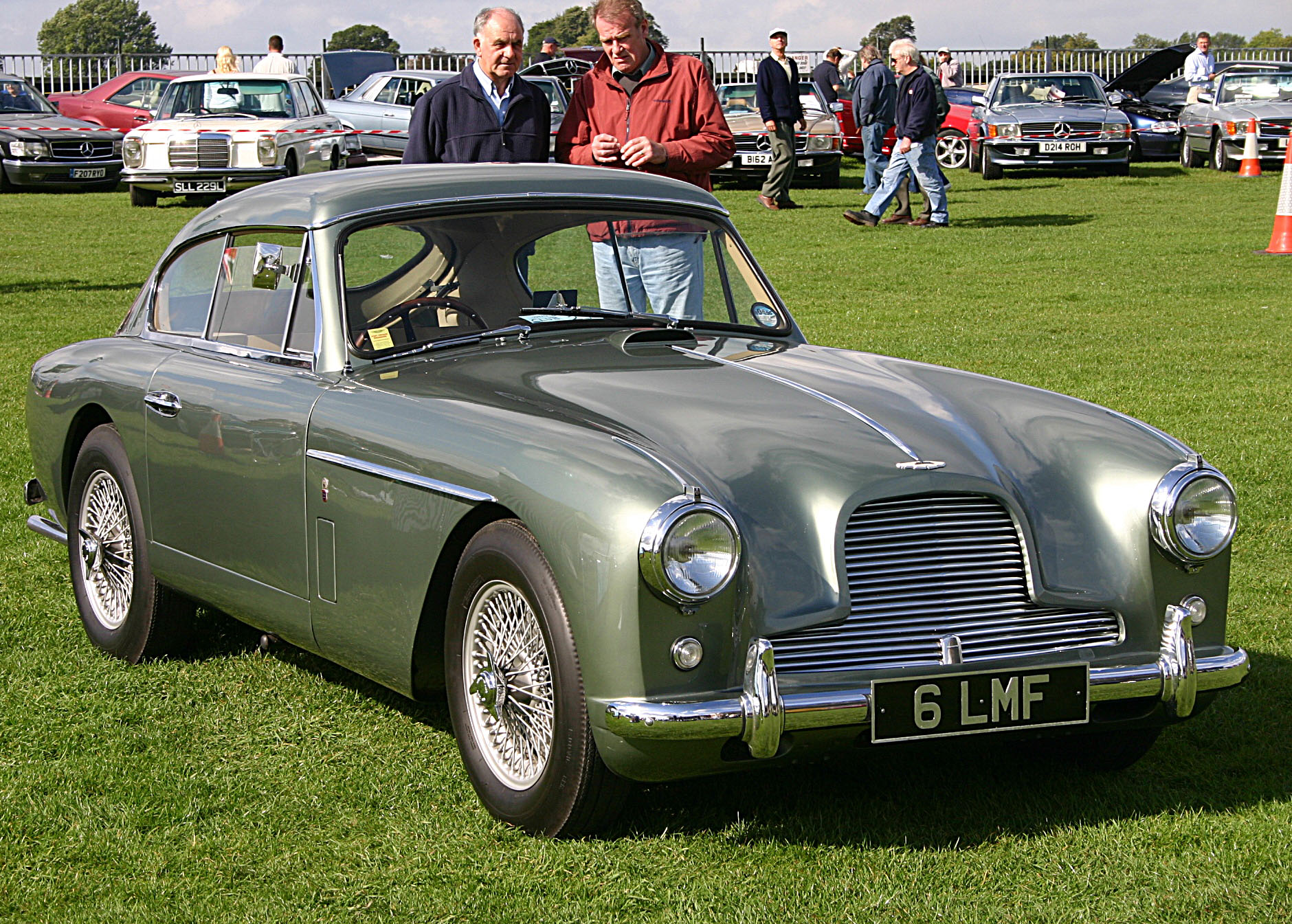
Aston Martin DB2/4 Mark II Sedán
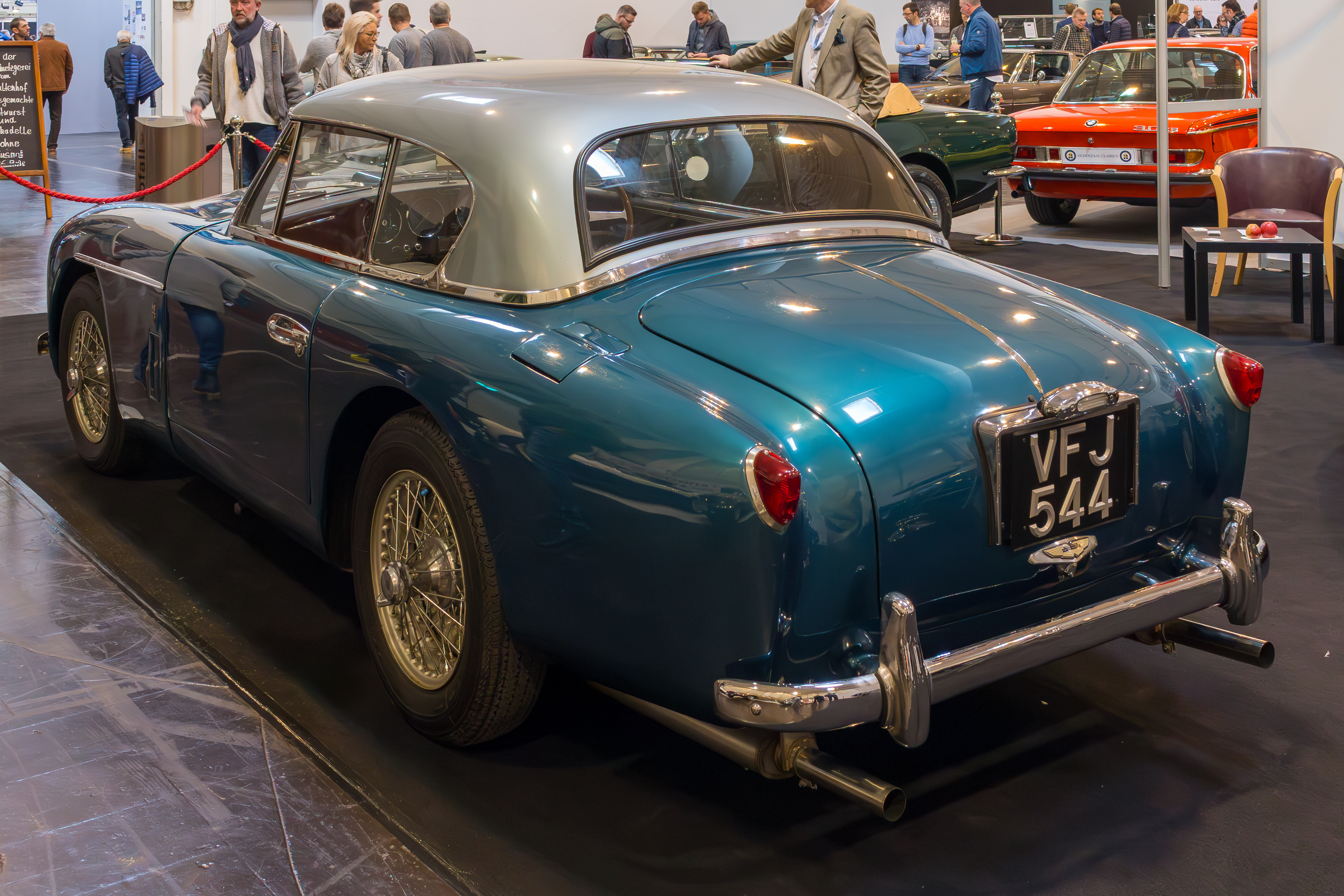
Aston Martin DB2/4 Mark II Cupé de Techo Fijo por Tickford, uno de los 34 producidos
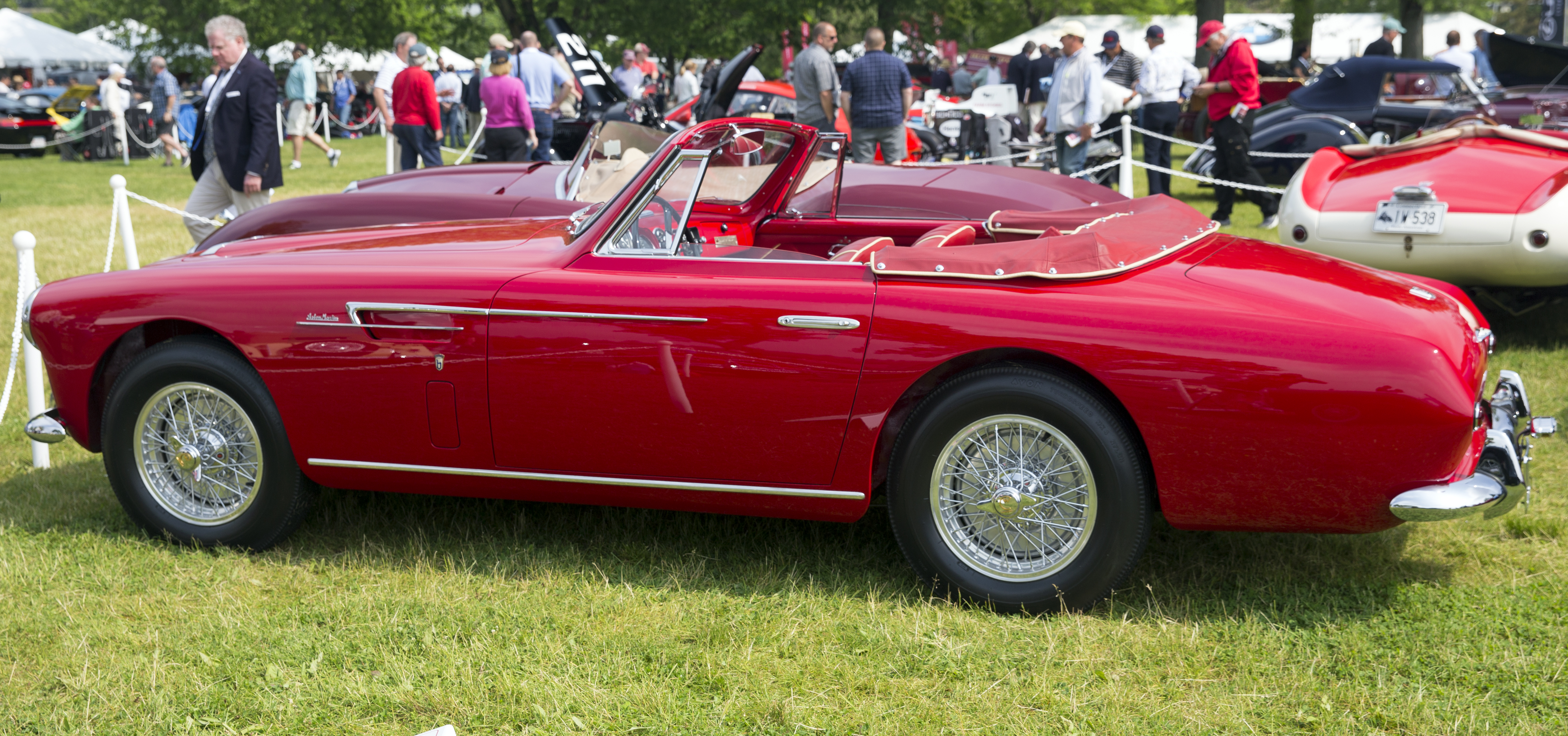
Cupé Descapotable diseñado por Giovanni Michelotti para Bertone